# Lago Bachalpsee
O Bachalpsee ou Bachsee é um pequeno lago com apenas 8,06 ha de área, perto do monte First na zona de Grindelwald, no Oberland bernense, Suíça. O lago está separado em duas partes por uma barragem natural, que deixa a parte mais pequena a uma cota 6 m inferior.
Constitui-se como uma das mais conhecidas atrações turísticas naturais da Suíça.

## Ver também

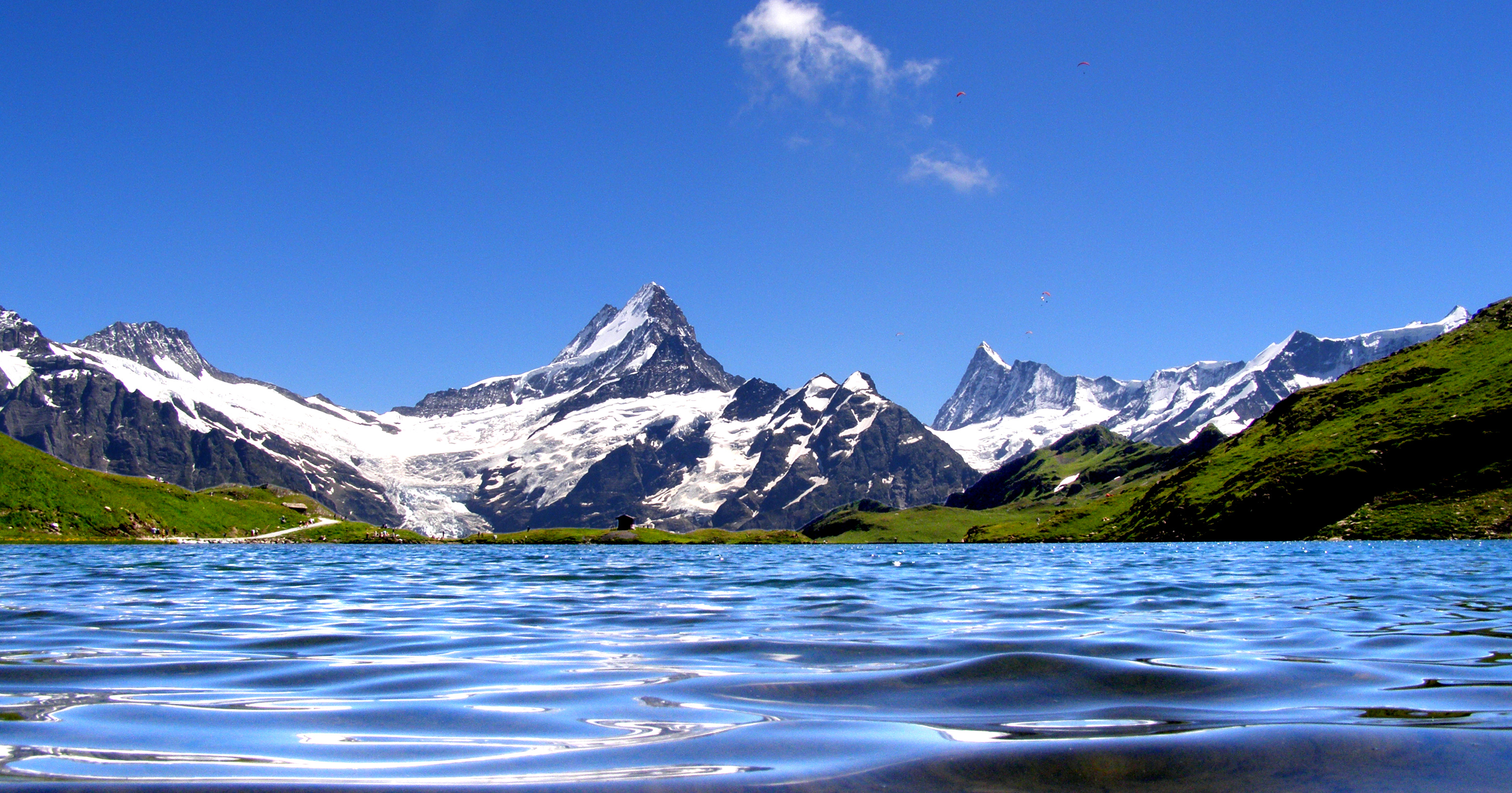
Bachalpsee e Schreckhorn